# Umar Edeljanov
Umar Edeljánov –en ruso, Умар Эдельханов– (Terskoye, URSS, 29 de diciembre de 1963) es un deportista soviético que compitió en halterofilia. Ganó una medalla de bronce en el Campeonato Europeo de Halterofilia de 1992, en la categoría de 67,5 kg.

## Palmarés internacional
| Representando a la CEI |                     |                   |           |
| Campeonato Europeo     |                     |                   |           |
| Año                    | Lugar               | Medalla           | Categoría |
| 1992                   | Szekszárd (Hungría) | Medalla de bronce | 67,5 kg   |